# Ramon Artigas Rigual
Ramon Artigas Rigual   (Vilanova i la Geltrú, 1 de març de 1908 - Caracas, 4 de gener de 1995) fou un nedador català, especialista en distàncies llargues, que va competir durant les dècades de 1920 i 1930.
Membre del Club Natació Atlètic, aprengué a nedar a les aigües de Vilanova. En el seu palmarès destaquen nou Campionats de Catalunya, dos de 400 metres i set dels 1.500 metres lliures, i caorze d'Espanya, dos dels 400, sis dels 1.500 i sis més dels 2.000 m en mar obert. El 1928 va prendre part en els Jocs Olímpics d'Amsterdam, on fou setè en la prova dels 4x200 metres lliures del programa de natació. Feia equip amb Francesc Segalà, Estanislau Artal i Josep González.
En el seu palmarès també destaquen divuit rècords d'Espanya, en modalitats entre els 300 i 1.500 metres lliure, entre el 1925 i el 1933. Guanyà sis edicions de la travessia al Port de Barcelona (1926, 1928-32), quatre travessies al port de Tarragona (1926, 1927, 1928, 1931) i la Copa Nadal de natació el 1930.
Els anys cinquanta emigrà a Veneçuela.